# Rogério Sampaio
Rogério Sampaio (Santos, 12 settembre 1967) è un ex judoka brasiliano.
Attualmente ricopre il ruolo di segretario generale della agenzia nazionale antidoping brasiliana.

## Palmarès
- Giochi olimpici

Barcellona 1992: oro nei 65 kg.
- Mondiali

Hamilton 1992: bronzo nei 71 kg.